# 梅尔齐希 (卢森堡)
梅尔齐希（德语、法语：Mertzig）是卢森堡中部的一个市镇和城镇，属于迪基希县。 
市镇梅尔齐希于1874年12月30日从市镇福伊伦划出成立。 成立梅尔齐希的法律于1874年11月20日获得通过。